# Tele 2000
 (mai 2021).
La mise en forme du texte ne suit pas les recommandations de Wikipédia : il faut le « wikifier ».
Les points d'amélioration suivants sont les cas les plus fréquents. Le détail des points à revoir est peut-être précisé sur la page de discussion.
- Les titres sont pré-formatés par le logiciel. Ils ne sont ni en capitales, ni en gras.
- Le texte ne doit pas être écrit en capitales (les noms de famille non plus), ni en gras, ni en italique, ni en « petit »…
- Le gras n'est utilisé que pour surligner le titre de l'article dans l'introduction, une seule fois.
- L'italique est rarement utilisé : mots en langue étrangère, titres d'œuvres, noms de bateaux, etc.
- Les citations ne sont pas en italique mais en corps de texte normal. Elles sont entourées par des guillemets français : « et ».
- Les listes à puces sont à éviter, des paragraphes rédigés étant largement préférés. Les tableaux sont à réserver à la présentation de données structurées (résultats, etc.).
- Les appels de note de bas de page (petits chiffres en exposant, introduits par l'outil «  Source ») sont à placer entre la fin de phrase et le point final[comme ça].
- Les liens internes (vers d'autres articles de Wikipédia) sont à choisir avec parcimonie. Créez des liens vers des articles approfondissant le sujet. Les termes génériques sans rapport avec le sujet sont à éviter, ainsi que les répétitions de liens vers un même terme.
- Les liens externes sont à placer uniquement dans une section « Liens externes », à la fin de l'article. Ces liens sont à choisir avec parcimonie suivant les règles définies. Si un lien sert de source à l'article, son insertion dans le texte est à faire par les notes de bas de page.
- La présentation des références doit suivre les conventions bibliographiques. Il est recommandé d'utiliser les modèles {{Ouvrage}}, {{Chapitre}}, {{Article}}, {{Lien web}} et/ou {{Bibliographie}}. Le mode d'édition visuel peut mettre en forme automatiquement les références.
- Insérer une infobox (cadre d'informations à droite) n'est pas obligatoire pour parachever la mise en page.

Pour une aide détaillée, merci de consulter Aide:Wikification.
Si vous pensez que ces points ont été résolus, vous pouvez retirer ce bandeau et améliorer la mise en forme d'un autre article.
Tele 2000 a été le premier opérateur de  Téléphonie cellulaire au Pérou, créé le 3 juin 1990 par l'homme d'affaires Genaro Delgado Parker et sa famille.

## Histoire
Le 3 juin 1990, l'homme d'affaires et radiodiffuseur  Péruvien Genaro Delgado Parker a créé la première société de téléphonie mobile au Pérou qui s'appelait au départ Tele Móvil.
La même année, juste au moment où ils consolidaient à Lima la construction de nouvelles antennes leur permettant d'avoir une couverture toujours plus grande, l'État  Péruvien a mis aux enchères l'ensemble de la société d'État Entel Pérou, avec le  CPT y compris la société Telefónica de Espagne, ce qui lui confère le monopole de l'ensemble du réseau de télécommunications du pays. Bientôt Telefónica entrerait sur le marché avec ses téléphones portables avec "MoviLine" (plus tard Movistar) et en peu de temps, elle avait déjà déplacé Celular 2000, ce qui en faisait une minorité insignifiante.
Mais en 1993, elle a été rebaptisée Tele 2000, mais en 1999, elle a décidé de vendre les actions de la société à la société États-Unis BellSouth et a commencé à faire Bellsouth Pérou avec laquelle elle a acquis plus de Participation de 58,7%, qui continue de conserver le nom Tele 2000, jusqu'en 2005, la société Telefónica del Pérou, a décidé d'acheter Bellsouth Peru dans lequel Tele 2000 a définitivement disparu.

## Entreprises Tele 2000
Voici les entreprises appartenant à Tele 2000:
- Celular 2000: C'était le premier opérateur de téléphonie mobile de l'entreprise au Pérou[2].
- Televan: Elle était l'opérateur chargé des lignes fixes distribuées dans les maisons.
- Telecable: C'était le premier opérateur de télévision par câble de l'entreprise au Pérou[3].
- Memo 2000: C'était la boîte vocale de l'entreprise.
- Guía 2000: C'étaient les annuaires téléphoniques de l'entreprise, mais seulement Pages Jaunes.
- Hello USA: Elle était chargée de distribuer les cartes du même nom pour appeler États-Unis et d'autres endroits dans le monde[4].
- Telepoint: il s'agissait des téléphones publics intelligents de l'entreprise, répartis dans toutes les rues, à partir desquels des appels téléphoniques pouvaient être effectués en insérant des pièces de monnaie ou une carte de la même ligne[5].

## Slogans
- 1990-1993: Tele 2000, la nouvelle compagnie de téléphone de Lima
- 1990-1993:  Tele 2000, une communication rapide n'a pas de prix